# United Artists

Logotyp för United Artists från grundandet fram till 1967.

United Artists (engelska för "förenade artister"), förkortning UA, är ett amerikanskt filmbolag. Det bildades 5 februari 1919 gemensamt av D. W. Griffith, Mary Pickford, Douglas Fairbanks och Charlie Chaplin.
Bland de mer kända produktionerna från United Artists finns filmserierna om James Bond och Rosa pantern. Genom årens lopp har United Artists haft över 100 Oscarsvinnare, varav 12 för bästa film. 
UA är från 1981 helägt av Metro-Goldwyn-Mayer (MGM).

## Ursprunget

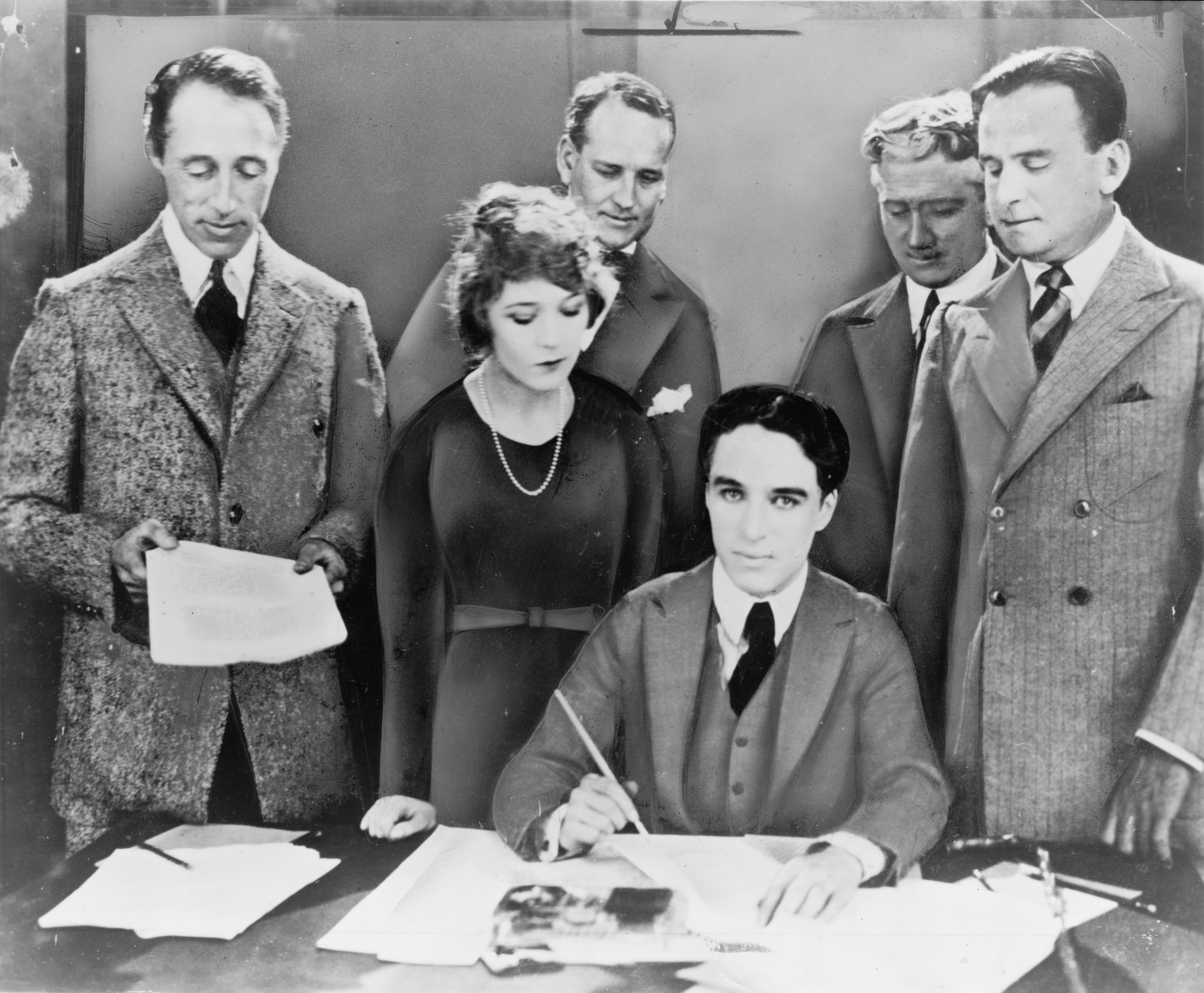
D.W. Griffith, Mary Pickford, Charles Chaplin (vid pennan) och Douglas Fairbanks skriver kontrakt vid UA:s grundande. Till höger advokaterna Albert Banzhaf och Dennis F. O'Brien.

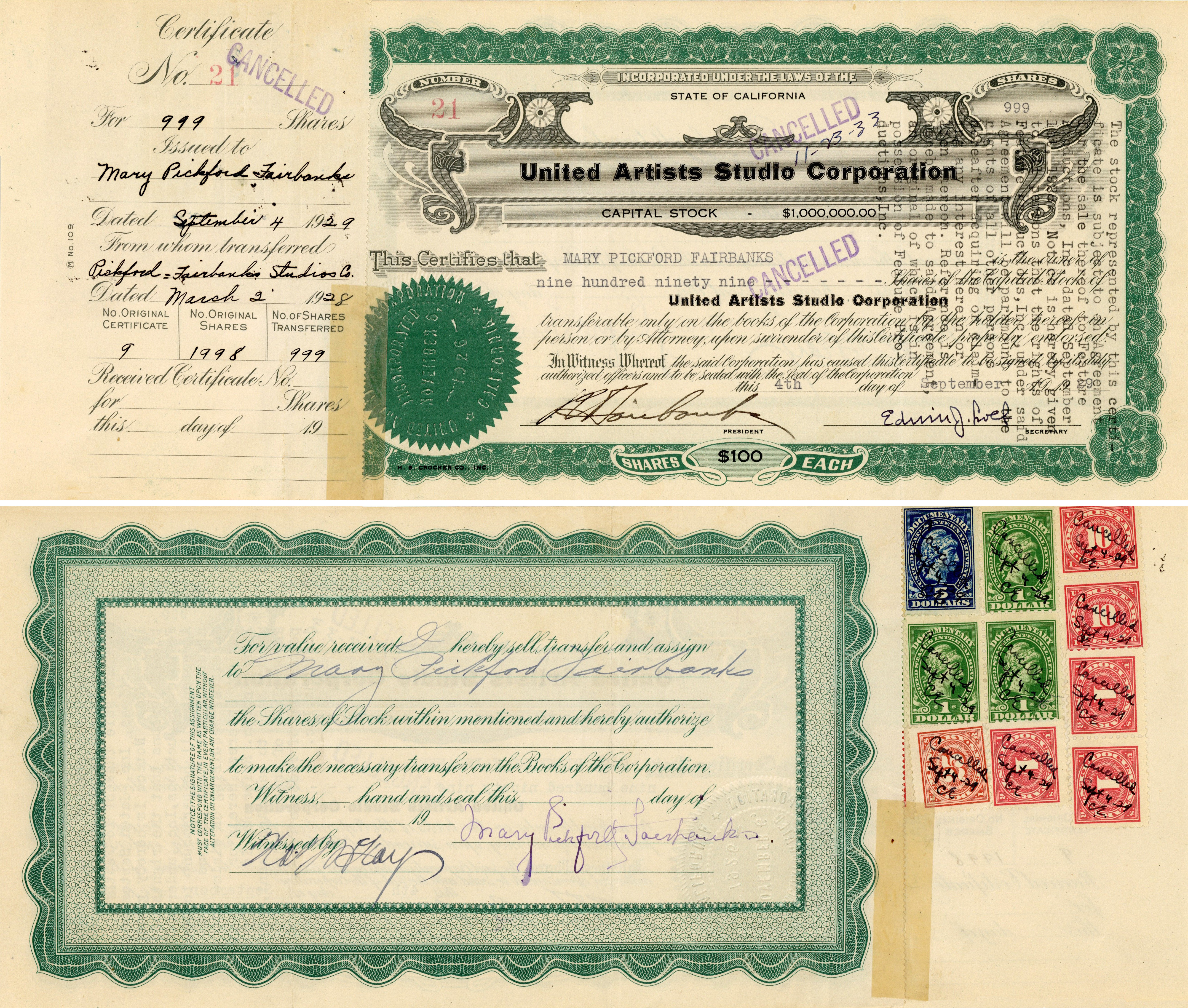
Aktiebrev i United Artists Studio Corporation för 999 aktier à 100 USD, utfärdat den 4 september 1929 till Mary Pickford Fairbanks och undertecknat på baksidan i original av henne (nedre bilden)

Anledningen till bolagets skapande var att de fyra ägarna själva ville ha kontroll över sina egna filmer, men även distribuera filmer åt andra fria producenter, och ge filmmakare och skådespelare en konstnärlig frihet samt även låta dessa få en del av eventuella vinster. United Artists hade ingen egen filmstudio utan fungerade i praktiken som en distributör åt andra.
United Artists styrdes i uppbyggnadsskedet av Hollywood-veteranen Joseph Schenck, som ledde bolaget från 1925 till 1935. Bolaget distribuerade filmer åt mindre bolag ledda av filmmakare som Walt Disney, Samuel Goldwyn, Howard Hughes, Darryl Zanuck, Alexander Korda och Walter Wanger, vilket gjorde att bolaget ekonomiskt gick ganska bra. Men efter att Joe Schenck gick till Twentieth Century Fox och man tappat filmer från Disney och Goldwyn gick bolaget sämre och sämre. De ekonomiskt dåliga resultaten i slutet av 1940-talet gjorde att bolaget var nära en konkurs.

## Efter kriget
1951 sålde de två kvarvarande grundarna Chaplin och Pickford, sina aktier till Arthur B. Krim och Robert S. Benjamin. Dessa två tillämpade sina kunskaper och kontakter som advokater inom underhållningsvärlden för att stärka bolaget. Man knöt till sig nya oberoende producenter och började även producera egna filmer. 1957 fick bolaget in pengar från investerare när man gick in på börsen, vilket gjorde att man även satsade på program för television och även ett skivbolag.
Man drog även till sig filmproducenter som bröderna Mirisch och regissörer som Billy Wilder, Robert Wise, John Sturges, Norman Jewison och Fred Zinnemann. På 1960-talet satsade bolaget på James Bond, vilket blev en stor succé. Man distribuerade även Beatles långfilmer. Framgångarna på 1960-talet syns även i antalet Oscarsvinnare för bästa film som UA hade, hela fem gånger vann bolaget denna utmärkelse.

## Försäljning och konkurs
1967 sålde Krim och Benjamin bolaget till försäkrings- och investeringsbolaget Transamerica, men man fortsatte dock att leda företaget. 1973 fick man även ta över distributionen i Nordamerika av de filmer som MGM gjorde. Mellan 1975 och 1977 vann UA tre år på rad priset för bästa film under Oscarsgalan. Men 1978 avgick hela företagsledningen med Krim och Benjamin i spetsen, efter olika synpunker på skötseln av bolaget från ägarna. Krim och Benjamin plus de andra avhopparna bildade ett nytt filmbolag, Orion Pictures.
Den nya oerfarna företagsledningen blev början till slutet för United Artists, där spiken i kistan blev den stora ekonomiska floppen 1980 med filmen Heaven's Gate av Michael Cimino. Filmen var budgeterad till 11,6 miljoner dollar, men slutnotan blev 44 miljoner och intäkterna endast 1,3 miljoner. Detta resulterade i att bolaget försattes i konkurs.

## MGM-styre
Då trädde MGM in på banan och köpte upp United Artists, för att bland annat rädda sin distribution av filmer som UA hade hand om. Men MGM fick även rättigheterna till 1 200 filmer som UA ägde och även ett antal TV-serier som bolaget producerat. MGM producerade även uppföljare till filmer från United Artists, som till exempel nya James Bond, Rosa pantern och Rocky-filmer, åren efter uppköpet.
United Artists status inom MGM har varit olika under årens lopp. På 2000-talet har bolaget fungerat som distributör och producent till oberoende och lågbudget-filmer. Filmer som Bowling for Columbine och Ingenmansland räknas till de mer kända de senaste åren.
I slutet på 2006 kom nyheten att Tom Cruise tillsammans med affärspartnern Paula Wagner kommer att ta över driften av United Artists. Bolaget skall producera minst fyra storfilmer årligen. Meningen är att Wagner ska vara VD på nya UA och Cruise blir producent och även skådespelare. MGM skall också delfinansiera filmerna men även ha ansvaret för marknadsföring och distribution. Under 2012 återtog MGM fullständig kontroll över UA.
Från 2019 fungerar United Artists Releasing (UAR) som MGM:s biografdistributör i Nordamerika och ägs till vardera 50% av MGM och Annapurna Pictures som ett joint venture.

## Oscars-vinnare för bästa film från United Artists
- 1940 Rebecca
- 1955 Marty
- 1956 Jorden runt på 80 dagar
- 1960 Ungkarlslyan
- 1961 West Side Story
- 1962 Tom Jones
- 1967 I nattens hetta
- 1969 Midnight Cowboy
- 1975 Gökboet
- 1976 Rocky
- 1977 Annie Hall
- 1988 Rain Man

## Andra filmer från United Artists
- 1922 Robin Hood
- 1924 Tjuven i Bagdad
- 1925 Guldfeber
- 1926 Sjörövaren
- 1933 Kvinnorna kring kungen
- 1936 Moderna tider
- 1937 Skandal i Hollywood
- 1939 
  - Diligensen
  - Som skapta för varandra
  - Svindlande höjder
- 1940 Diktatorn
- 1948 Kom och blås!
- 1951 Afrikas drottning
- 1952 
  - Målaren på Moulin Rouge
  - Sheriffen
- 1954 Barfotagrevinnan
- 1957 Stolthet och passion
- 1958 Det stora landet
- 1959 I hetaste laget
- 1960 
  - 7 vågade livet
  - Elmer Gantry
- 1961 
  - Dom i Nürnberg
  - Ett, två, tre
- 1962 
  - Agent 007 med rätt att döda
  - En ding, ding, ding, ding värld
  - Irma la Douce
- 1963 Den rosa pantern
- 1964 
  - Goldfinger
  - För en handfull dollar
  - Topkapi
  - Yeah! Yeah! Yeah!
- 1965 
  - Hjälp!
  - Åskbollen
- 1966 Storsvindlarna
- 1967 Äventyraren Thomas Crown
- 1972 Sista tangon i Paris
- 1976 
  - Network
  - Carrie
- 1978 Hemkomsten
- 1979 
  - Apocalypse
  - Moonraker
  - Välkommen Mr. Chance
- 1980 Tjuren från Bronx
- 1981 Ur dödlig synvinkel
- 1983 Octopussy
- 1985 Levande måltavla
- 1987 Iskallt uppdrag
- 1989 Tid för hämnd
- 1995 Goldeneye
- 1996 Farväl Las Vegas
- 1997 Tomorrow Never Dies
- 2004 
  - De-Lovely
  - Hotel Rwanda
- 2005 Capote